# Bombur
Bombur is een dwerg die samen met Bilbo en Thorin Eikenschild in het boek De Hobbit op expeditie gaat naar de Eenzame Berg in het noordoosten van het bekende gebied van Midden-aarde. Hij is de dikste dwerg van het reisgezelschap en staat bekend om zijn luiheid. Hij wordt vaak als een last gezien voor de andere dwergen.
Bombur doet een hoop domme dingen in De Hobbit, zo valt hij in een betoverde rivier en valt hierdoor dagenlang in slaap.
Hij is de snelste van het gezelschap van Thorin Eikenschild en houdt erg van eten, behalve van groen spul. Bombur heeft de langste baard van het gezelschap van Thorin en zijn favoriete wapen is een dwergenbijl.
Dwergen: Balin · Bifur · Bofur · Bombur · Dori · Dwalin · Fíli · Glóin · Kíli · Nori · Óin · Ori · Thorin Eikenschild
Bilbo Balings, een hobbit · Gandalf, een tovenaar